# Кашепов, Алексей Владимирович
Алексей Владимирович Кашепов (род. 15 августа 1959, Тула) — российский ученый, доктор экономических наук, профессор.

## Биография
Алексей Кашепов родился 15 августа 1959 года в Туле в семье научных работников, живёт и работает в Москве.
После окончания школы в 1976 году поступил на кафедру Экономической географии СССР (в настоящее время — кафедра Экономической и социальной географии России) Архивная копия от 14 мая 2021 на Wayback Machine Московского государственного университета имени М. В. Ломоносова (МГУ), которую закончил в 1981 году. В 1982—1984 гг. служил в Советской Армии. С 1984 по 1991 год работал в Центральном экономическом научно-исследовательском институте при Госплане РСФСР, где прошел должностные ступени от экономиста до заведующего сектором трудовых ресурсов, а с 1992 по 2001 гг. заведовал сектором проблем регулирования рынка труда в НИЭИ Госплана СССР (в настоящее время ИМЭИ ВАВТ Министерства экономического развития РФ).
В 1991 году защитил диссертацию «Перераспределение рабочей силы в РСФСР (методология анализа и прогнозирования)» на соискание ученой степени кандидата экономических наук и в 1999 г. диссертацию «Методология анализа, прогнозирования и регулирования конъюнктуры рынка труда» на соискание ученой степени доктора экономических наук. Явился продолжателем идей научной школы балансов трудовых ресурсов, прогнозирования занятости населения В. Г. Костакова.
В 2001—2005 году заведовал кафедрой экономики Российского нового университета (РосНОУ), в 2005—2012 гг. — профессор кафедры труда и социальной политики Российской академии государственной службы (РАГС) при Президенте РФ — в настоящее время РАНХиГС, где в 2008 году ему было присвоено ученое звание профессора по кафедре. Подготовил 10 кандидатов наук и 1 доктора наук.
В 2012—2015 году профессор, заведующий кафедрой государственной службы Российского нового университета. В 2015—2021 гг. профессор кафедры экономической теории и менеджмента МПГУ.
С 2021 года главный научный сотрудник Института демографических исследований ФНИСЦ РАН .
Являлся членом диссертационных советов в РосНОУ, РАГС и РАНХиГС, сотрудничал с Институтом экономики РАН, ВНИИ Труда Министерства труда РФ, Институтом демографических исследований ФНИСЦ РАН.
А. В. Кашепов самостоятельно и в составе авторских коллективов написал более 100 научных докладов (отчетов) по вопросам занятости населения, демографии и миграции населения для Министерства экономического развития РФ, Министерства труда РФ, Федеральной миграционной службы и Федеральной службы занятости населения, Правительства города Москвы.
А. В. Кашепов является автором более 150 научных публикаций — монографий, учебников, журнальных статей. В системе РИНЦ E-library учтено 145 публикаций общим объёмом более 150 п. л. Индекс Хирша E-library = 31, по кругу публикаций РИНЦ = 22.

## Монографии
- Кашепов А. В., Трубин В. В., Утинова С. С. Рынок труда в России: проблемы формирования и регулирования. М.: Наука, 1995. — 98 с.
- Кашепов А. В. Экономика и занятость. М.: ИМЭИ, 1999. — 233 с.
- Кашепов А. В. Рынок труда: проблемы и решения (соавт. — С. С. Сулакшин, А. С. Малчинов), М.: Научный эксперт, 2008. — 228 с.
- Кашепов А. В. Взаимосвязи экономики и демографии. М. Макс-пресс, 2019. — с.176
- Кашепов А. В. 1. ПОСТ-СССР: экономика, занятость и демография: монография / А. В. Кашепов. — Москва: МАКС Пресс, 2023. — 360 с. https://doi.org/10.29003/m3161.978-5-317-06959-9

## Учебники
- Социальная политика. Учебник для студентов и слушателей вузов экономических и неэкономических специальностей. Под ред. Н. А. Волгина. М.: РАГС при Президенте РФ, 2008.
- Государственная и муниципальная социальная политика. Курс лекций. Под ред. Н. А. Волгина. М.:РАГС, 2011

## Избранные статьи
- Кашепов А. В. Рынок труда в России: регулирование, прогнозы. Экономист,1993, № 3.
- Кашепов А. В. Проблемы предотвращения массовой безработицы в России. Вопросы экономики, 1995, № 5
- Кашепов А. В. Рынок труда России: некоторые проблемы исследования конъюнктуры. Общество и экономика Архивная копия от 9 июля 2021 на Wayback Machine, 1995, № 1
- Кашепов А. В. Социально-экономические детерминанты демографической ситуации в России. Общество и экономика. 2001. № 9
- Кашепов А. В., Утинова С. С. Факторы, детерминирующие занятость россиян. Человек и труд. 2003. № 1
- Кашепов А. В. Многое зависит от ВВП: о взаимосвязи численности населения с экономическим развитием. Социальная и демографическая политика. 2006. № 6
- Кашепов А. В. Краткосрочные и долгосрочные прогнозы занятости и безработицы. Социальная политика и социальное партнерство. 2010. № 8
- Кашепов А. В. Структурные сдвиги в занятости населения России. Проблемный анализ и государственно-управленческое проектирование. 2013. т.6 № 4
- Кашепов А. В. Прогнозирование конъюнктуры рынка труда в условиях современных институциональных реформ. Социально-трудовые исследования Архивная копия от 9 июля 2021 на Wayback Machine. 2019, № 1
- Кашепов А. В. Структура занятости в экономике по видам деятельности и основным социально-профессиональным группам. Социально-трудовые исследования. 2020. № 1
- Кашепов А. В. Избыточная смертность населения в 2020—2021 гг. Вестник Алтайской академии экономики и права. 2021. № 5 (часть 2)
- Кашепов А. В., Афонина К. В., Головачев Н. В. Рынок труда РФ в 2020—2021 гг.: безработица и структурные изменения. Социально-трудовые исследования. 2021. 43(2)
- Кашепов А. В. 30 лет без СССР. Часть 1. Политическая экономия распада Архивная копия от 11 декабря 2021 на Wayback Machine // Вестник Алтайской академии экономики и права. — 2021. — № 10-3. — С. 246—252.
- Кашепов А. В. 30 лет без СССР. Часть 2. Кризис 1990-х годов и его последствия Архивная копия от 11 декабря 2021 на Wayback Machine // Вестник Алтайской академии экономики и права. — 2021. — № 11-2. — С. 198—205.
- Кашепов А. В. 30 лет без СССР. Часть 3. Демографический кризис // Вестник Алтайской академии экономики и права. — 2022. — № 11-2. — С. 233—240; DOI: 10.17513/vaael.2556
- Кашепов А. В. Демографическая динамика в странах постсоветского пространства: итоги тридцатилетия // ДЕМИС. Демографические исследования. 2023. Том 3. № 1. С. 52-68. DOI: https://doi.org/10.19181/demis.2023.3.1.4 EDN: CCSOQM